# Iveta Lažanská
Iveta Lažanská (* 13. dubna 1970 Brno), vlastním jménem Jebáčková, je česká spisovatelka literatury určené převážně pro dospívající děvčata. Ženám je určené humoristické dílo Touhy pubertální stařeny.
Vystudovala gymnázium, v Lažánkách, kde žije, pracuje jako knihovnice. Ve volném čase je též aktivní jezdkyně a chovatelka koní.

## Dílo
- V cizím sedle, 2000
- Slzy v hřívě, úsměvy v srdci 2001
- Pod kopyty nebe 2003
- Poník Terezka a tři Veroniky 2005
- Touhy pubertální stařeny 2006
- Mé sny voní stády koní 2009
- Přes překážky bez porážky 2012